# Albertic
L'Albertic est un paquebot britannique de la White Star Line. Il est initialement commandé aux chantiers AG Weser de Brême pour la Norddeutscher Lloyd, sous le nom de München. Sa construction s'interrompt rapidement à cause de la Première Guerre mondiale, et, en 1919, le traité de Versailles le compte parmi les navires cédés aux Britanniques en compensation des dommages de guerre. S'il est lancé sous son nom allemand en 1920, il est presque aussitôt attribué à la Royal Mail Steam Packet Company.
Renommé Ohio, il est mis en service en 1923 sur la ligne Hambourg—New York via Southampton et Cherbourg, et y acquiert une bonne réputation. L'arrivée de nouveaux navires allemands fait cependant baisser la rentabilité de la ligne, et le navire est également affecté, ponctuellement, à des croisières au départ de New York. Début 1927, la Royal Mail Steam Packet Company acquiert la White Star Line.
L'Ohio est ainsi racheté par cette dernière et renommé Albertic, pour servir sur la ligne du Canada aux côtés d'un autre navire au destin similaire, le Calgaric. Dès 1929, il change de route pour pallier la perte du Celtic. L'année suivante, il reprend son service canadien mais, trop peu rentable, ne l'assure que les étés, passant le reste de l'année à quai. En 1933, il est définitivement retiré du service, et est vendu à des démolisseurs japonais en 1934.

## Histoire

### Construction
En 1914, la Norddeutscher Lloyd passe commande, auprès des chantiers AG Weser de Brême, pour un paquebot de 18 000 tonneaux nommé München. La quille est posée la même année, mais la construction s'interrompt vite avec le début de la Première Guerre mondiale, poussant les chantiers à se focaliser sur des projets plus utiles à l'effort de guerre. La construction ne reprend qu'après le conflit
Le moment est cependant à la compensation des dommages de guerre, les Britanniques ayant perdu de nombreux navires dans le conflit. Le traité de Versailles décide donc du transfert de plusieurs paquebots allemands aux compagnies britanniques, dont le München, encore inachevé. La construction se poursuit, et le navire est lancé, sous son nom d'origine, le 23 mars 1920. C'est à cette époque qu'il est acquis par la Royal Mail Steam Packet Company. La construction se poursuit lentement, et le navire est terminé le 26 mars 1923, et cédé à ses propriétaires, qui le renomment Ohio dès le lendemain.

### Service pour la Royal Mail Steam Packet Company

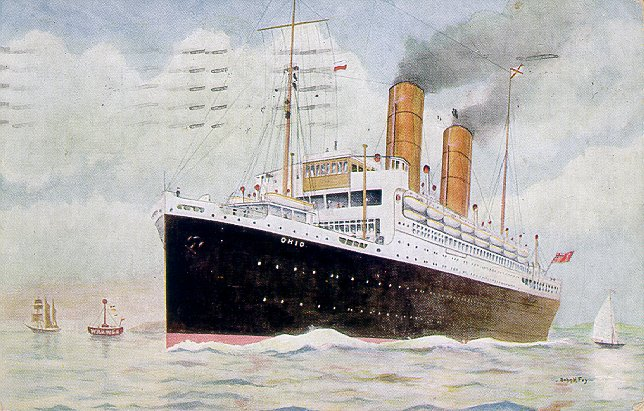
L'Ohio aux couleurs de la Royal Mail Steam Packet Company.

Ayant dû se dessaisir de nombreux navires, les compagnies allemandes sont quasiment exclues du trafic transatlantique au début des années 1920. Or, un important flux migratoire part d'Allemagne pour les États-Unis. Une place est donc vacante sur ce terrain. Dès 1921, la Royal Mail Steam Packet Company a instauré un service entre Hambourg et New York via la France et l'Angleterre, avec des navires tels que l'Orbita, l'Oropesa et l'Orduna. Début 1923, c'est au tour de l'Orca d'entrer sur cette ligne. L'Ohio est également destiné à cet usage, et il effectue ses essais en mer le 27 mars. Il s'agit alors du plus gros navire de sa compagnie. Il entame ensuite sa traversée inaugurale le 3 avril 1923.
Le paquebot se distingue par une vitesse supérieure à ses compagnons de route, lui permettant de faire la traversée en huit jours au lieu de dix. Il est également plus grand et transporte plus de passagers et de marchandises. Il devient rapidement populaire pour le confort qu'il offre et ses tarifs abordables. Cependant, dès 1925, des navires allemands entrent en service, et le départ de Hambourg n'est plus rentable. Le navire est donc affecté à la ligne de Southampton à New York, ainsi qu'à des croisières occasionnelles au départ de New York. En 1925, il est également chargé de transporter des pèlerins à Naples pour célébrer l'Année sainte.
En 1926, cependant, alors que la compagnie s'apprête à acquérir la White Star Line, elle renonce à son service transatlantique afin de ne pas surcharger la ligne.

### Fin de carrière à la White Star Line

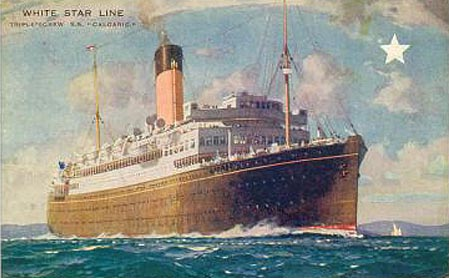
Le Calgaric a eu une carrière très proche de l'Albertic, au sein des mêmes compagnies.

En janvier 1927, la propriété de la White Star Line passe de l'International Mercantile Marine Co. à la Royal Mail Steam Packet Company. Dans la foulée, deux navires de cette dernière, l'Ohio et l'Orca, sont vendus à la nouvelle filiale pour un million de livres, et renommés Albertic et Calgaric. Ces noms sont annonciateurs de leur service à venir, la ligne de Montréal, puisqu'ils sont liés à des provinces canadiennes. Avant d'entrer en service, le navire subit une rapide refonte réorganisant notamment ses cabines.
L'Albertic effectue sa première traversée sous ses nouvelles couleurs le 22 avril, au départ de Liverpool. Dès l'année suivante, le départ de la ligne est déplacé à Londres. Le navire est également, en 1927, le premier à entrer en cale sèche dans le Gladstone Dock de Liverpool, tout juste inauguré. En 1929, un nouvel usage lui est trouvé. Le paquebot Celtic s'étant échoué, l'Albertic est utilisé en remplacement, sur la ligne de Liverpool à New York avant de reprendre son service canadien en mai 1930.
Ce service ne dure que les mois d'été, et dès le 29 août, l'Albertic est immobilisé sur les bords de la Clyde, après avoir heurté un quai, ce qui a entraîné des travaux en cale sèche. Il est possible qu'il ait servi à nouveau sur la ligne du Canada les étés 1931 et 1932. Cependant, les sources de presse de l'époque ne font plus état d'usages du navire après août 1930. Lors de la fusion de la White Star avec la Cunard Line en mai 1934, l'Albertic fait partie des navires conservés. Il n'est cependant jamais utilisé. Dès juillet, après onze ans seulement de carrière, il est vendu à des démolisseurs japonais pour 34 000 livres, et démoli à Osaka au mois de novembre. Cette démolition précoce s'explique notamment par une augmentation rapide du prix de l'acier, à une période où la compagnie accuse d'importantes pertes qu'il s'agit de compenser. À cela s'ajoute le fait que, des douze navires que la White Star possède au moment de la fusion, tous ne peuvent être rentabilisés au sein d'une nouvelle flotte deux fois plus grande. Le Calgaric et l'Adriatic subissent le même sort au même moment.

## Caractéristiques
Avec ses 18 900 tonneaux de jauge brute et 180 mètres sur 22, l'Albertic est un paquebot de taille moyenne sur la ligne de New York. C'est en revanche un paquebot de bonne taille sur la ligne du Canada, au tonnage légèrement supérieur à celui du Laurentic, mis en service sur la même route par la White Star Line en 1927. À ses débuts, en tant qu'Ohio, le paquebot est destiné à transporter 229 passagers de première classe, 523 de deuxième et 690 de troisième, soit 1 442 personnes, pour 400 membres d'équipage. Lors de sa transformation pour la White Star, il est refondu pour transporter 270 personnes en première classe, et 1 100 en classe touriste.
Le paquebot arbore une silhouette classique, avec deux mâts et deux cheminées. Lors de son affectation sur la ligne canadienne, l'Albertic subit une transformation au niveau de ses mâts, qui sont raccourcis et pourvus de poteaux télescopiques, afin de permettre au paquebot de passer sous le pont de Québec. Le paquebot est propulsé par deux hélices mues par des machines à quadruple expansion, alimentées par six chaudières doubles et une simple, ce qui lui permet d'atteindre la vitesse de 17 nœuds.